# Franz Klein (Politiker, 1884)
Franz Klein  (* 15. September 1884 in Langenau; † im 20. Jahrhundert) war ein deutscher Gewerkschaftsfunktionär und Politiker (Zentrum).

## Leben
Klein war der Sohn des Eigentümers Johann Klein in Langenau. Er besuchte die Volksschule und machte danach eine Lehre als Schlosser und Maschinenbauer in Praust. Er arbeitete in verschiedenen Städten als Geselle und bestand in Stettin die Meisterprüfung. 1904 bis 1906 leistete er Militärdienst und arbeitete dann ein Jahr als Büchsenmachergehilfe. 1910 bis 1920 war er Maschinenbauer auf der kaiserlichen Werft in Danzig. Ab November 1920 war er als Gewerkschaftssekretär der christlichen Gewerkschaften tätig. Während der Rheinlandbesetzung war er im Rhein- und Moselgebiet tätig.
Klein war katholischer Konfession und schloss sich der Zentrumspartei an. Für diese gehörte er ab 1933 dem Volkstag an.